# توماس ن. داونينج
توماس ن. داونينج هو قاضي ومحامي وسياسي أمريكي، ولد في 1 فبراير 1919 في نيوبورت نيوز في الولايات المتحدة، وتوفي بنفس المكان في 23 أكتوبر 2001. نشط حزبياً في الحزب الديمقراطي. وقد انتخب عضو مجلس نواب الولايات المتحدة عن ولاية فرجينيا ‏ وانتخب عضو مجلس النواب الأمريكي ‏.